# Тёмкин, Адриан Самойлович
Адриан Самойлович Тёмкин (12.03.1922—16.08.2009) — главный конструктор системы Серпуховского протонного синхротрона ИФВЭ, лауреат Государственной премии СССР 1970 года.
Родился 12.03.1922 в Киеве. Член КПСС с 1945 года.
В 1939 году поступил в Ленинградский политехнический институт.
С 29.07.1941 по 25.02.1946 в РККА, служил в отдельной роте связи (Ленинград), старший инженер-лейтенант. Награждён орденом Отечественной войны II степени (06.04.1985) и медалями.
После демобилизации продолжил учёбу в ЛПИ и окончил его в 1949 году.
Работал во Всесоюзном научно-исследовательском институте мощного радиостроения им. Коминтерна (ВНИИМР), с 1955 года начальник лаборатории.
В 1960-е годы — главный конструктор системы Серпуховского протонного синхротрона ИФВЭ.
Лауреат Государственной премии СССР 1970 года (в составе коллектива) — за проектирование и создание инженерного комплекса Серпуховского протонного синхротрона ИФВЭ, включающего электромагниты, вакуумную систему, системы радиоэлектроники и специальные инженерные сооружения.
Похоронен на Смоленском кладбище.
Жена (с 1953 года) — Тёмкина (Шпякина) Галина Николаевна (21.01.1928-25.04.2021), правнучатая племянница Иоанна Кронштадтского, внучка Руфины, которую Иоанн Кронштадтский и матушка Елисавета удочерили и воспитывали с 2-летнего возраста. Муж Руфины Николай Шемякин был троюродным братом В. И. Ленина.
Дочь — Тёмкина, Анна Адриановна — социолог, доктор философии, доктор общественных наук Хельсинкского университета, доцент Европейского гуманитарного университета в С. — Петербурге.